# Angelabella tecomae
Angelabella tecomae là một loài bướm đêm thuộc họ Gracillariidae và là loài duy nhất thuộc chi Angelabella. Nó được tìm thấy ở Chile.
Ấu trùng ăn Tecoma fulva. Chúng ăn lá nơi chúng làm tổ.